# La Raison du plus fort
Pour la fable, voir Le Loup et l'Agneau.
Cet article possède un paronyme, voir La Raison du plus mort.
Ne doit pas être confondu avec La Raison du plus faible ou La Raison du plus fou.
Pour plus de détails, voir Fiche technique et Distribution.
La Raison du plus fort est un film documentaire produit en 2003, réalisé par Patric Jean, sorti en France en 2005.

## Résumé
Le premier plan du film le résume en partie : de la fenêtre d'une prison en construction, on voit au loin une usine en ruine. La fermeture de la seconde est, pour le réalisateur, la cause indirecte, mais mécanique de la création de la première : « aujourd’hui on détruit ici une usine et demain on bâtira une prison ». Telle est la thèse du documentaire.
Ce documentaire suggère en effet qu'en France, en Belgique et en d'autres pays d'Europe, les politiques mises en œuvre pour lutter contre la hausse du chômage sont plus sécuritaires qu'économiques : au lieu de combattre la pauvreté, on combat les pauvres. Aux côtés des quartiers riches, on tolère l'existence de banlieues de misère où se généraliserait la « tolérance zéro ».
Patric Jean affirme ainsi que la puissance publique (communes, départements, intercommunalités, État) concentre dans ces quartiers de misère tous les problèmes de nos sociétés : fort taux de chômage, fort taux d'analphabétisme, faux taux de pauvreté, fort taux de précarité, fort taux de criminalité... Alors que, selon lui, c'est précisément dans ces quartiers que l'État est le moins présent : faiblesse et/ou difficulté d'accès des équipements culturels, faiblesse des infrastructures de transport et d'urbanisme, distance à l'autorité, etc. Le documentaire identifie alors les conséquences de cette logique discriminatoire propre à nos sociétés occidentales.
Ce faisant, le réalisateur remet en cause l'image d'une démocratie européenne où tous auraient leur chance et émet un regard sur la société européenne qu'il juge brutale. Il déclare ainsi en introduction au documentaire : « Quelle drôle d’époque ! Que sommes-nous en train de faire ? Avons-nous perdu la raison ? »

## Fiche technique
- Titre : La Raison du plus fort
- Réalisation : Patric Jean
- Premier assistant réalisateur : Agnès Fanget
- Scénario : Patric Jean, Laurent Fénart et Ronnie Ramirez
- Musique : Kamel Meraoumia
- Directeur de la photographie : Patric Jean
- Ingénieur du son : Rafick Affejee
- Monteur : Nathalie Delvoye
- Société de production : Arte France Cinéma, Lapsus, C.V.B., RTBF, W.I.P., Epeios Productions.
- Directeur de production :
- Durée : 86 minutes
- Format :
- Genre : film documentaire
- Date de sortie : 2 février 2005

## Analyse
Avec ce documentaire, Patric Jean souhaite dénoncer le changement de politique mis en œuvre en Europe depuis la fin des années 1990 : « C’est toute l’Europe qui est en train de passer du traitement social de la pauvreté au traitement carcéral ». Ses thèses sont proches de celles que le sociologue Loïc Wacquant avait par exemple développé dans Parias urbains. Ghetto, banlieues, État. (La Découverte, Paris, 2006) ou celles du philosophe Jean-Paul Curnier. Ce dernier précise : « Le seul futur des démocraties occidentales aujourd'hui, c'est la menace de leur fin... Et l'on voit bien du reste comment, aux promesses d'un monde meilleur, se sont substituées les exhortations au rassemblement contre toutes sortes de menaces, comment à l'idée de conquêtes démocratiques s'est substituée celle du maintien d'une froide survie... »[source insuffisante].

## Sélections et récompenses
- Festival de Cannes – sélection à L'ACID
- Festival de Berlin - prix Europa, mention spéciale, et prix Civis ARD
- Visions du réel - Prix du public (mention spéciale)
- Festival Ecocinéma - Grand Prix
- 19e Festival international du cinéma francophone en Acadie (Canada) - Prix Planète du Meilleur documentaire

- le Prix Henri Storck, ex-aequo avec La Décomposition de l’âme de Nina Toussaint et Massimo Ianetta.

9ème Festival du film documentaire Viewpoint – Gand | Cinéma du réel – compétition – Paris | Regards sur le travail - Bruxelles | Festival Encuentros del otro cine – Equateur | Festival des résistances et des alternatives – Paris | Vision du réel - Nyon – MENTION SPECIALE DU JURY ET PRIX DU PUBLIC DE LA VILLE DE NYON | Festival des résistances et des alternatives – Saint-Etienne | Contre le Sommet du G8 – Evian | Festival de Cannes – sélection de l’ACID – Cannes | Festival Mostra Internationale Del Nuovo Cinema – Pesaro | Festival Résistances – Foix | Etats généraux du documentaire de Lussas – Lussas | Ecocinéma Festival – Rhodes – GRAND PRIX | Festival International du Film Francophone de Namur – Namur | Prix Europa – Berlin – MENTION SPECIALE | Festival des Libertés – Bruxelles | Rencontres de Besançon – Besançon | Festival de Sheffield – Sheffield | Festival de Turin – Turin | Rencontre internationale documentaire de Montréal – Montréal | Les écrans documentaires de Gentilly – Gentilly – PRIX DU REGARD SOCIAL | Festival du film d’Amiens – Amiens | Festival de Saint-Brieux – Saint-Brieux | Danish Human Right Film Festival – Copenhague | Festival de Stokholm – Stokholm | Entrevues » - Belfort | Festival du Cinéma d’Attac – Bruxelles | Prix Henri Storck – Bruxelles | Filmmaker film and video festival – Milan | Festival dei popoli – Florence | 2004 Festival Paroles d'hommes - Herve (Belgique) | 6è objectif doc – Paris | Festival Attac "Critique sociale du capitalisme" - Lille | Festival "Power or justice" - Göteborg | Champ contre champ – Lasalle en Cévennes | Human Rights Film and Documentary Review - Mantova (Italie) | Film festival of turkish foundation of cinema and audiovisual culture – Istanbul | Rencontres du Cinéma documentaire social d'Avignon - Avignon | Festival de olhos bem abertos (Gardons les yeux ouverts) - Rio de Janeiro | Festival de cinéma de Douarnenez - Douarnenez | Séoul Labor film festival – Séoul - Corée du Sud | Jihlava IDFF – Tchéquie | 2006 One world Internatinal Film Festival – Prague | Fajr International Film Festival – Iran | 2007 Let it BE - Cinéma Nova - Bruxelles | 7 Islands International Film Festival – Bombay - Inde | Emirates Film Competition – Abu Dhabi - Emirats Arabes Unis | 2009 Festival contre le racisme et les discriminations - Nantes